# Scutopalus philippinensis
Scutopalus philippinensis är en spindeldjursart som först beskrevs av Corpuz-Raros 1996.  Scutopalus philippinensis ingår i släktet Scutopalus och familjen Cunaxidae. Inga underarter finns listade i Catalogue of Life.